# Lin Yanjun
Lin Yanjun (1 de agosto de 2002) es una deportista china que compite en natación sincronizada. Es hermana gemela de la también nadadora sincronizada Lin Yanhan.
Ganó tres medallas en el Campeonato Mundial de Natación de 2025, oro en equipo técnico, oro en rutina acrobática y plata en dúo técnico.

## Palmarés internacional
| Campeonato Mundial | Campeonato Mundial  | Campeonato Mundial | Campeonato Mundial |
| Año                | Lugar               | Medalla            | Prueba             |
| ------------------ | ------------------- | ------------------ | ------------------ |
| 2025               | Singapur (Singapur) | Medalla de oro     | Equipo técnico     |
| 2025               | Singapur (Singapur) | Medalla de oro     | Rutina acrobática  |
| 2025               | Singapur (Singapur) | Medalla de plata   | Dúo técnico        |